# يوري إيليسييف
يوري إيليسييف (بالروسية: Елисеев, Юрий Михайлович)‏ Urii Eliseev (ولد في 29 أغسطس 1996 – ومات في 26 نوفمبر 2016) لاعب شطرنج روسي حمل لقب أستاذ كبير.

## إنجازات
- فاز ببطولة العالم تحت 16 سنة في عام 2012.
- فاز ببطولة موسكو للشطرنج عام 2015، وبطولة موسكو المفتوحة للشطرنج عام 2016.

## ألقاب
- حصل على لقب أستاذ كبير من الاتحاد الدولي للشطرنج عام 2013، في عمر السابعة عشر.

## تصنيف
- أفضل تصنيف له كان بلوغه التصنيف رقم 212 عالمياً ورقم 42 في روسيا.

## وفاته
- مات في نوفمبر 2016 في عمر العشرين، بعد سقوطه من شرفة شقة في الطابق الثاني عشر في موسكو. وقال صديقه الأستاذ الكبير دانييل دوبوف أنه حاول العبور من النافذة إلى الشرفة لكنه انزلق وسقط.

## روابط خارجية
- يوري إيليسييف على موقع مباريات الشطرنج (الإنجليزية)
- يوري إيليسييف على موقع 365Chess.com (الإنجليزية)
- يوري إيليسييف على موقع Chesstempo.com (الإنجليزية)